# Пасевины (Бурынский район)
Пасевины (укр. Пасьовини) — село,
Снежковский сельский совет,
Бурынский район,
Сумская область,
Украина.
Код КОАТУУ — 5920986404. Население по переписи 2001 года составляло 11 человек .

## Географическое положение
Село Пасевины находится на правом берегу реки Биж, недалеко от её истоков,
ниже по течению на расстоянии в 2,5 км расположено село Бижевка,
на противоположном берегу — село Молодовка.